# بلاكبيرن (دائرة انتخابية في المملكة المتحدة)
بلاكبيرن  (بالإنجليزية: Blackburn)‏ هي إحدى الدوائر الانتخابية في المملكة المتحدة الممثلة في مجلس العموم في برلمان المملكة المتحدة.
عضو البرلمان الذي يمثلها حالياً هو :Rt Hon Jack Straw (Lab).